# Mirthes Bernardes
Mirthes Bernardes, nome artístico de Mirtes dos Santos Pinto (Barretos, 10 de agosto de 1934 – São Paulo, 18 de dezembro de 2020) foi uma artista plástica brasileira.
Mirthes foi a criadora original da famosa calçada paulista, símbolo da cidade de São Paulo. As formas estampadas em vários calçamentos da capital ficaram conhecidas como o “piso Paulista”.

## Biografia
Mirthes nasceu em Barretos, em 1934. Era formada em Pedagogia e Serviço Social, pela Pontifícia Universidade Católica de São Paulo. No campo das artes, fez inúmeros cursos, dentre eles: escultura e cerâmica com o artista e professor Sakai de Embu das Artes; pintura a óleo e asfalto com a artista Ana Moisés de Souza; trabalhos em fibras, com os tapeceiros do litoral norte de São Paulo; esmalte sobre metais com o artista e professor Cid Freitas. Pertencia ao Núcleo Brasileiro da Arte do Esmalte (NUBRAE).
Em 1965, quando era desenhista de arquitetura da Secretaria de Obras da Prefeitura de São Paulo, esboçou um desenho em um pedaço de papel, que foi encontrado pelo seu chefe. Ao ver o desenho, ele insistiu que ela o inscrevesse em um concurso para eleger o padrão das calçadas da cidade de São Paulo, realizado durante a gestão entre 1965-1966 do prefeito Faria Lima (ARENA). Mirthes julgava seu desenho muito simples, mas acabou por inscrevê-lo no concurso incentivada pelos colegas. Seu esboço ficou entre os quatro finalistas. A votação final seria feita após a instalação dos desenhos em ladrilhos na Rua da Consolação. O trabalho de Mirthes venceu, concorrendo com outros desenhos: um de grãos de café e outro representando pés caminhando. Mirthes dizia que foi uma grande alegria e uma festa entre os colegas, pois havia concorrido com arquitetos famosos.
Nos anos seguintes, o contorno estilizado do mapa do estado de São Paulo tornou-se presente em inúmeras calçadas nas cidades paulistas.
Seu "esboço" ficou conhecido como o "piso paulista", que primeiro foi instalado na Av. Brigadeiro Faria Lima, em seguida na Av. Amaral Gurgel e também na famosa esquina da Av. Ipiranga com a Av. São João. Mirthes afirma que jamais recebeu algum dividendo pelo uso disseminado de sua criação, mesmo com a notoriedade que o seu desenho conquistou. Lutou, sem qualquer sucesso, pelo reconhecimento e pelos direitos autorais pela sua criação. Ela se sentia decepcionada e desapontada por não ter obtido êxito.
Para além da calçada, o padrão criado por Mirthes estampa camisetas, canecas, cadernos. Feito em ladrilho hidráulico, o desenho era fácil de ser produzido e instalado.

### Morte
Mirthes faleceu em 18 de dezembro de 2020, vítima de um câncer, aos 86 anos.

## Exposições e Legado
Possui obras em coleções particulares no Brasil, Espanha, França, Suíça, no Museu do Esmalte Contemporâneo de Barcelona e no acervo do Museu de Arte do Parlamento de São Paulo.
Participou de diversas exposições, no Brasil e no exterior. Com obras em terracota na Mostra de Artes da Primavera, Salão de Artes do Embu; Semana do Folclore em Franco da Rocha; Boutique "Nem trombone, nem clarineta". Com obras em esmalte sobre cobre, na Casa Cor (2001); "A Arte do esmalte sobre metais e suas multiplicidades", Espaço Cultural Júlio Prestes; Salão de D. Antônio de Orleans e Bragança, Hotel Le Bougain Ville; Núcleo Brasileiro da Arte do Esmalte; I Salão Imagem, Brasilton; I Salão Oficial de Artes Plásticas e Design, Lar Center; I Salão Oficial de Inverno, Campos do Jordão; Casa da Fazenda do Morumbi; Academia Brasileira de Arte, Cultura e História (ABACH); III Salão Bougainvillée; Espaço Cultural Grande Otelo, Sorocaba, SP; Casa da Cultura de Santo Amaro.
No campo internacional, esteve presente na IV International "El Món de l'Esmalt", Museu de l'Esmalt Contemporani, Barcelona, Espanha (2001), e na 5º Rencontres Internationales de l"Email em Morez (França) e Le Sentier, (Suíça).

## Homenagens e prêmios
- Em 2007, foi homenageada pelo samba-enredo da Escola Mocidade Alegre, de São Paulo.
- Conquistou inúmeros prêmios, destacando-se entre eles: 1º lugar no Concurso de Desenho para a Padronização do Calçamento da cidade de São Paulo (implantado); Medalha de Ouro, 9º Salão da Associação dos Artistas Plásticos de Santo Amaro; Medalha de Ouro, ABACH.
- Em 2015, a artista foi homenageada pelo grupo Mosaico Paulista, através do "Projeto Escadaria Mirthes Bernardes", localizada na R. Joaquim Antunes, no bairro de Pinheiros (SP/Capital). Este projeto teve apoio da Associação de Moradores da Rua Joaquim Antunes (ANJA) e da Quartzolit. Nesta escadaria o grupo instalou mosaicos no formato do "Piso Paulista"
- Prêmio Aquisição; "500 Anos de Brasil", ABACH; 3º lugar no Salão Oficial de Artes Plásticas da Cidade de São Paulo.